# Mine (sång)
Mine är den amerikanska countrypopsångerskan Taylor Swifts första singel från albumet Speak Now. Singeln släpptes den 4 augusti 2010. Det var egentligen tänkt att den skulle släppas den 16, men eftersom den spreds ut på internet tidigare så beslutades det att den skulle släppas den 4 augusti istället. Taylor har sagt att singeln handlar om hennes tendens att "fly från kärlek".

## Bakgrund
"Mine" är den första singeln från Taylor Swifts tredje studioalbum, Speak Now, som släpptes den 25 oktober 2010 under skivbolaget Big Machine Records. Swift skrev låten själv och var med och producerade den tillsammans med Nathan Chapman, som även producerat hennes två tidigare album. Till skillnad från hennes andra två album, så har Swift skrivit allt material själv.
I en livechatt via Ustream.tv den 20 juli 2010 sa Swift följande om låten: "Det är en sång om ... min tendens att fly från kärlek." Den 4 augusti 2010 läckte låten ut på internet och fick därmed en tidigare release än vad som bestämts innan, då den egentligen planerats släppas den 16 augusti. Det här är Taylors elfte officiella release för country radio.

## Musikvideo
Musikvideon filmades i Kennebunkport och Portland, Maine under juli månad. Den handlar främst om när Taylor träffar en kille och blir kär. Den har även inslag av när hon var liten och hennes föräldrar bråkar. Taylor och hennes kärleksintresse, spelad av den brittiske skådespelaren Toby Hemingway, blir kära och flyttar ihop. Det slutar dock med att de gifter sig och får barn tillsammans. Musikvideon hade premiär den 27 augusti 2010 på den amerikanska TV-kanalen CMT.

## Liveframträdanden
- Sången framfördes för första gången live i Kennebunkport, ME efter CMT:s premiär av videon den 27 augusti 2010.
- Swift framförde "Mine" den 1 september 2010 som en del av den privata föreställningen som hon gav vid CMA Music Festival: Country's Night to Rock.
- Den 5 oktober 2010 sjöng hon låten i Italienska X Factor.

## Låtlista
Digital nedladdning
1. "Mine" – 3:51

Nokia OVI Music nedladdning
1. "Mine (Pop Mix/Version)" – 3:49

UK CD-Singel
1. "Mine" (UK Mix) – 3:51
2. "Mine" (US Mix) – 3:51

## Topplistor
| Lista (2010)                      | Topplacering |
| --------------------------------- | ------------ |
| Australien (ARIA)                 | 9            |
| Belgien (Ultratop Flanders)       | 48           |
| Europa (European Hot 100)         | 83           |
| Irland (IRMA)                     | 38           |
| Kanada (Canadian Hot 100)         | 7            |
| Nya Zeeland (RIANZ)               | 16           |
| Storbritannien (UK Singles Chart) | 30           |
| Sverige (Sverigetopplistan)       | 48           |
| Ungern (Rádiós Top 40)            | 18           |
| USA (Billboard Hot 100)           | 3            |
| USA (Hot Country Songs)           | 6            |
| USA (Pop Songs)                   | 12           |
| USA (Adult Contemporary)          | 7            |
| USA (Adult Pop Songs)             | 7            |

### Certifieringar
| Land       | Certifiering |
| ---------- | ------------ |
| Australien | Guld         |

## Utgivningshistorik
| Land           | Datum           | Typ                         |
| -------------- | --------------- | --------------------------- |
| USA            | 4 augusti 2010  | Digital download            |
| Australien     | 6 augusti 2010  | Digital download            |
| Belgien        | 6 augusti 2010  | Digital download            |
| Danmark        | 6 augusti 2010  | Digital download            |
| Finland        | 6 augusti 2010  | Digital download            |
| Italien        | 6 augusti 2010  | Digital download            |
| Nya Zeeland    | 6 augusti 2010  | Digital download            |
| Spanien        | 6 augusti 2010  | Digital download            |
| Sverige        | 6 augusti 2010  | Digital download            |
| Grekland       | 7 augusti 2010  | Digital download            |
| Schweiz        | 7 augusti 2010  | Digital download            |
| Brasilien      | 26 augusti 2010 | Digital download            |
| Storbritannien | 11 oktober 2010 | Digital download, CD-singel |